# Anolis scapularis
Espèce
Synonymes
- Norops scapularis (Boulenger, 1908)

Anolis scapularis est une espèce de sauriens de la famille des Dactyloidae. 

## Répartition
Cette espèce se rencontre dans l'Ouest du Pérou et dans le nord de la Bolivie.

## Publication originale
- Boulenger, 1908 : Descriptions of new South-American reptiles. Annals and magazine of natural history, ser. 8, vol. 1, p. 111-115 (texte intégral).